# Сплавнуха
Сплавнуха — река в России, протекает в Саратовской области. Устье реки находится на 78-м км левого берега реки Карамыш. Длина реки составляет 27 км, площадь водосборного бассейна 240 км².

## Данные водного реестра
По данным государственного водного реестра России относится к Донскому бассейновому округу, водохозяйственный участок реки — Медведица от истока до впадения реки Терса, речной подбассейн реки — Дон между впадением Хопра и Северского Донца. Речной бассейн реки — Дон (российская часть бассейна).
Код объекта в государственном водном реестре — 05010300112107000008443.